# イヴァン・フェドロフ
イヴァン・フェドロフ（ウクライナ語: Іван Сергійович Федоров, ラテン文字転写: Ivan Sergeevich Fedorov、1988年8月29日 - ）は、ウクライナの政治家。2024年2月2日よりザポリージャ州軍政長官。メリトポリ市の市長、ザポリージャ州議会の副議長、メリトポリ市の市議会議議員等を歴任。

## 教育
- 2006年-2011年、タフリヤ農業技術大学、ビジネス経済学修士[1]。
- 2007年-2012年、キエフ工科大学（英語版）、経営学士[1]。
- 2012年-2015年、ウクライナ国立行政アカデミーのドニプロペトロフスク地方行政研究所[1]。

## 経歴

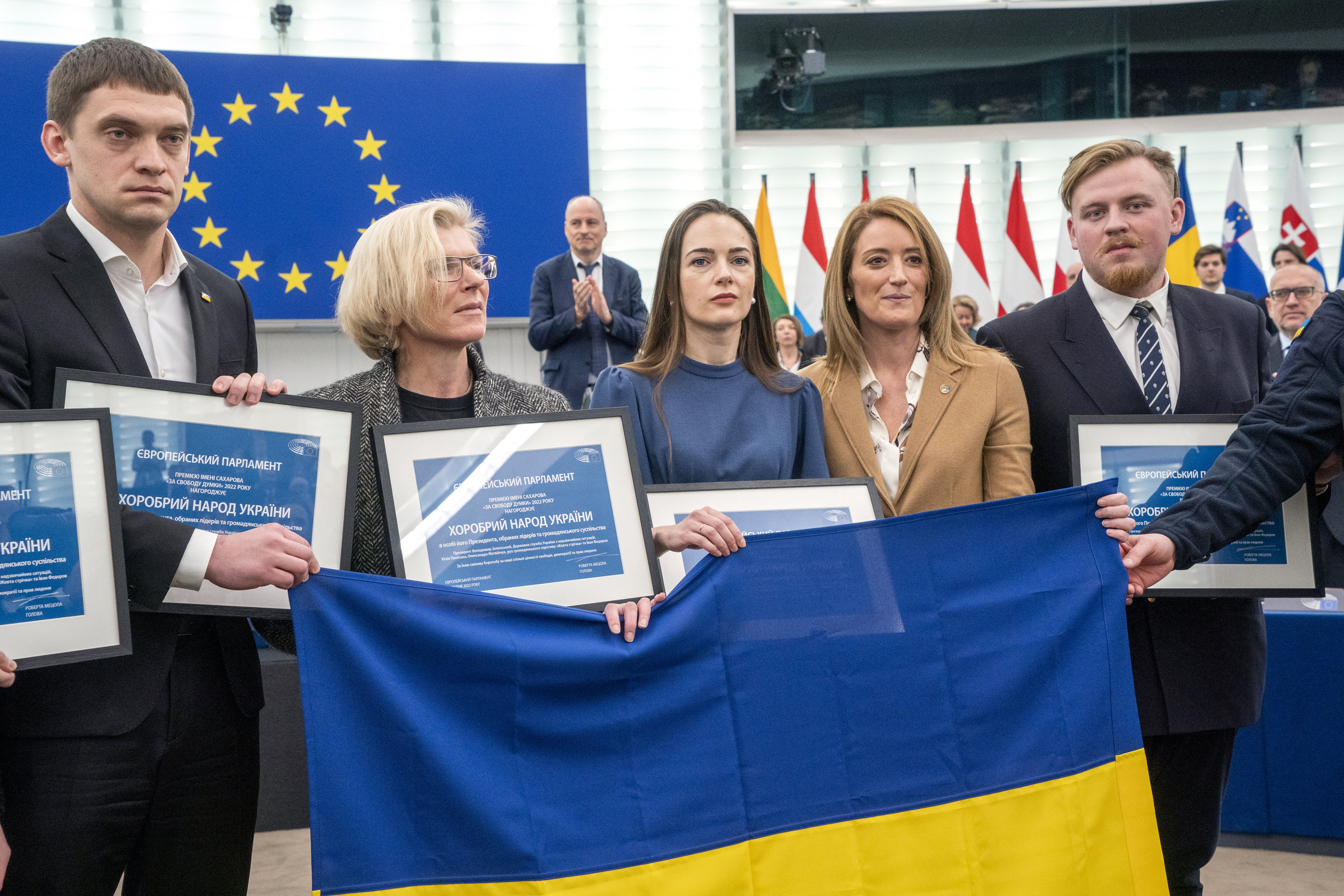
左からフェドロフ、救急救命士のユリア・パイエフスカ、人権弁護士のオレクサンドラ・マトイチュク、ロベルタ・メツォラ欧州議会議長（2022年12月14日）

メリトポリ市議会議員を務めた後、2015年にザポリージャ州議会の副議長に選出。2020年にはメリトポリの市長に選出された。
2022年2月24日にロシアがウクライナへの軍事侵攻を開始し、3月6日に「ロシアの侵略者から国家主権とウクライナの領土の完全性の保護」、「和解の防衛の組織化中に示された勇気と無私の行動への重要な個人的貢献」に対してウクライナ勇敢勲章勲三等を授与された。
3月11日、ウクライナ大統領府のキリーロ・ティモシェンコ副長官はフェドロフがロシア軍に拉致されたことを公表。ウクライナ当局は、「フェドロフが10人の侵略者集団によって拉致された」と述べ、ウクライナ議会もツイッターで敵との協力を拒否したフェドロフが拉致されたと言及した。拉致された事実は政府庁舎外でフェドロフがロシア兵に連行されているビデオをCNNが公開して裏付けられた。フェドロフの頭にはポリ袋が被せられていた。3月16日に身柄を解放されたが、ウクライナ国営放送系のウクルインフォルム通信は「ウクライナ軍が特殊作戦を行い拉致されたフェドロフを救出した」と報じた一方、インテルファクス・ウクライナ通信は「フェドロフとロシア兵捕虜9人が交換された」と報道した。
拉致された直後、親ロシア派の自称ルガンスク人民共和国検察総局はフェドロフに対して刑事訴訟を起こした。同局の捜査官は、フェドロフがドンバスで民間人に対してテロ犯罪を犯す際に禁止された国家主義組織右派に財政等の支援を提供したことを理由に挙げた」と述べた。
2024年2月2日、ザポリージャ州軍政長官に任命された。

## 名誉
2022年3月6日、フェドロフは、メリトポリの戦いでの、ロシアの侵略者からの防衛の組織化中に示された、ウクライナの国家主権と領土保全の保護への重要な個人的貢献、勇気と無私の行動の功績で、ウクライナ大統領令№112/ 202により、ウクライナ勇敢勲章勲三等を授与された。